# 正源寺 (市川市)
正源寺（しょうげんじ）は、千葉県市川市にある浄土宗の寺院。

## 歴史
1444年（文安元年）、正源によって開山された。正源は下総国葛飾郡八幡村（現・千葉県市原市八幡）の出身で、現在の東京都江戸川区の金蔵寺で出家した。その後、当寺の起源となる草庵を結んだ。その後、慶長年間（1596年 - 1615年）に源長によって中興された。源長は地元の行徳出身で観智国師慈昌の法統に属しており、観智国師は徳川家康に協力を要請し中興したものである。
当寺には弁財天が安置されている。智証大師円珍の作と伝えられている。この弁財天は開山以来秘仏であり、もし開帳したら目が潰れるといわれており、「盲目弁天」の異名を持つ。秘仏であったが、江戸時代は多くの人々の信仰を集めたという。
現在の本堂は、幕末期に再建された弁天堂である。開山以来何度も火災等の災難に遭い、その都度再建されたが安政の大地震で倒壊した。そして遂に本堂は再建されることなく、弁天堂を本堂にすることになった。

## 交通アクセス
- 妙典駅より徒歩17分。